# أغوستين فرنانديز (لاعب كرة قدم)
أغوستين فرنانديز (بالإسبانية: Agustín Javier Fernández Charro)‏ هو لاعب كرة قدم إسباني، ولد في 15 مارس 1982 في ماردة في إسبانيا. لعب مع ديبورتيفو ألافيس وراسينغ سانتاندير وريال مدريد ج ونادي أوسبيتاليت ونادي بطليوس ونادي ساباديل.

## وصلات خارجية
- أغوستين فرنانديز على موقع قاعدة بيانات كرة القدم.إي يو (الإنجليزية)
- أغوستين فرنانديز على موقع Soccerway.com (الإنجليزية)
- أغوستين فرنانديز على موقع AS.com (الإسبانية)